# Estadio das Laranjeiras (Río de Janeiro)
El Estádio Marcelo Vieira, también conocido como Estádio das Laranjeiras, es un estadio de fútbol situado en Río de Janeiro, Brasil. Cuenta con capacidad para 8000 espectadores y fue construido en 1905 en conmemoración al 12º aniversario de la fundación del Fluminense.
Es utilizado por el Fluminense para algunos de sus partidos como local pues habitualmente este club hace de local en el Estadio Maracaná.
En este estadio Brasil ganaría sus dos primeras Copas Américas (1919 y 1922).

## Historia
El estadio fue construido para ser sede del Campeonato Sudamericano 1919 que se realizó 
en su totalidad en este campo. Inicialmente tenía una capacidad para 18 000 personas. Fue inaugurado el 11 de mayo de 1919 con el nombre de Estádio de Álvaro Chaves con el partido inaugural del Sudamericano entre Brasil y Chile que finalizó con victoria local por 6-0. El primer gol en este estadio fue anotado por Arthur Friedenreich.
El 17 de mayo de 1919 durante la disputa del partido Uruguay - Chile, el guardameta uruguayo Roberto Chery sufrió un estrangulamiento de hernia y pocos días después falleció en un hospital.
En 1922 fue aumentada su capacidad a 25 000 espectadores para ser sede del Campeonato Sudamericano realizado ese año.
En el 2004 el estadio fue renombrado como Manuel Schwartz en honor a un expresidente del Fluminense en la década de 1980. Actualmente su capacidad es de 8000 personas ya que para realizar una autovía en la ciudad, el club decidió sacrificar una parte del mismo, en pos de una mejora para la ciudad. Es usado como estadio alterno por el Fluminense pues por motivos de seguridad utiliza mayormente el Estadio Maracaná.
En el 2024 el estadio fue renombrado como Marcelo Vieira, en honor al jugador Marcelo Vieira, tras ser uno de los principales artífices de la victoria del club en la Copa Libertadores 2023.